# Einzeller

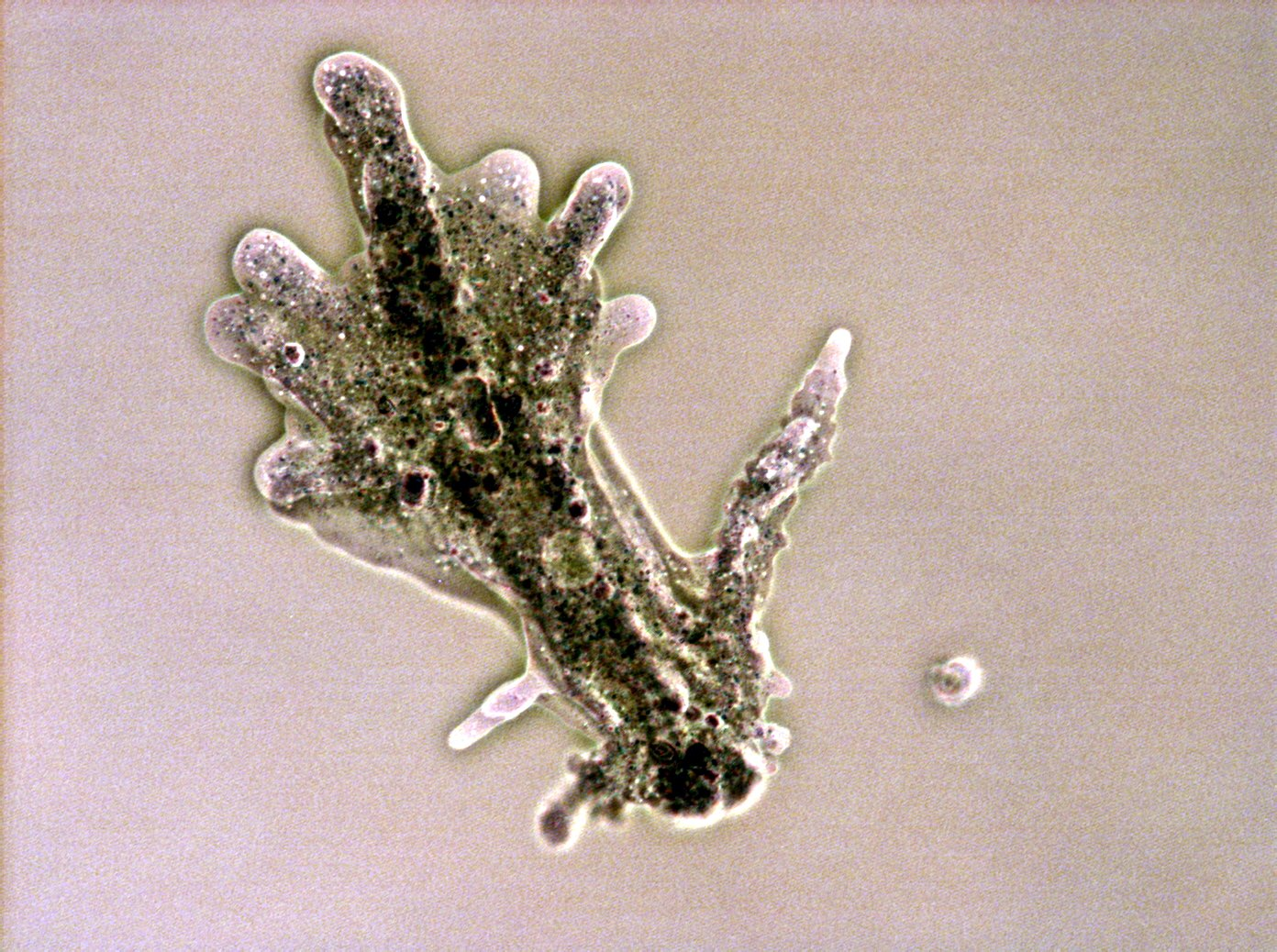
Eine Amöbe. Amöben gehören zu einer vielgestaltigen Gruppe von Einzellern

Einzeller sind Lebewesen, die aus nur einer Zelle bestehen. Sie werden den Mehrzellern oder Vielzellern gegenübergestellt.
Manche Einzeller können jedoch Zellkolonien bilden, echte Vielzeller setzen aber eine Differenzierung (Aufgabenteilung) voraus.
Die Einteilung in Ein- und Mehrzeller beschreibt einen Typ und kein Artentaxon und sie gibt keine Auskunft über Verwandtschaftsgrad, Lebensweise oder inneren Aufbau und Stoffwechselvorgänge. Einzeller bilden daher keine geschlossene Verwandtschaftsgruppe.
Einzellige Lebewesen umfassen
- alle Archaeen – vielleicht ausgenommen die Gattung Methanosarcina
- die meisten Bakterien – Ausnahmen gibt es u. a. bei den Cyanobakterien, Myxobakterien und Actinomycetales („Strahlenpilze“)
- einige Pilze – beispielsweise die Mikrosporidien und die Hefen wie etwa die Backhefe
- viele Protisten (ein- bis wenigzellige Eukaryoten ohne Pflanzen, Pilze und Tiere)

Ihre Größe variiert zwischen weniger als 1 µm (z. B. Nanoarchaeum equitans) und mehreren Zentimetern (z. B. Acetabularia).
Die ersten Einzeller wurden 1674 von Antoni van Leeuwenhoek entdeckt.

## Historie
Nach älteren Auffassungen wurden alle Eukaryoten nur in die beiden Reiche Pflanzen und Tiere eingeteilt, wonach es dementsprechend auch einzellige Pflanzen und Tiere gab.
So wurden die Pilze beispielsweise als „chlorophyllose, eukaryontische Thallophyten“ (Lagerpflanzen) den Pflanzen zugeordnet.
Die Bakterien wurden als Spaltpilze (Schizomyceten) zu den Pilzen gestellt,
die Amöben wurden zu den einzelligen Tieren gerechnet, manche ihrer Vertreter zu den Schleimpilzen, und begeißelte Flagellaten wie Euglena wechselweise zu den einzelligen Algen oder den einzelligen Tieren.
Ende der 1970er Jahre wurde von den US-amerikanischen Mikrobiologen Carl Woese und George Fox die Eigenständigkeit der Archaeen (zunächst Archaebakterien genannt) und ihre Zugehörigkeit zu einer eigenen systematischen Einheit neben den Bakterien (Eubakterien) und Eukaryoten erkannt und beschrieben.
Dementsprechend waren für verschiedene Gruppen unterschiedliche Namensendungen (wie -zoa, -phyta, -mykota) gebräuchlich, während heute das neutrale -bionta zunehmende Verbreitung findet. Früh identifizierte Archaeengruppen tragen noch die Endung -bacteria anstelle von -archaea oder -archaeota (beispielsweise die so genannten Halobakterien).

## Makroskopische Einzeller
Die meisten Einzeller sind von mikroskopischer Größe und werden daher als Mikroorganismen klassifiziert.
Jedoch sind einige einzellige Protisten und Bakterien makroskopisch und mit bloßem Auge sichtbar. Einige Beispiele:
- Brefeldia maxima, ein Schleimpilz, man hat Exemplare mit einer Dicke von bis zu einem Zentimeter, einer Oberfläche von über einem Quadratmeter und einem Gewicht von bis zu etwa 20 kg gefunden.[5]
- Xenophyophoren (alias Monothalamea), Protozoen des Stammes Foraminifera sind die größten bekannten Beispiele – mit Syringammina fragilissima erreichen diese einen Durchmesser von bis zu 20 cm.[6][7] Beispiel: Spiculosiphon oceana mit 4 – 5 cm[8][9]
- Nummuliten, Foraminifera, siehe auch Linsensteine
- die Blasenalge (Valonia ventricosa), eine Alge der Chlorophyceae, kann einen Durchmesser von 4 cm erreichen.[10][11]
- Schirmalgen (Gattung Acetabularia)
- Caulerpa, ebenfalls eine Alge der Chlorophyceae, deren blattähnlichen Phylloide etwa 15 cm, und deren Thalli ca. 1 – 3 m lang werden.[12][13][14]
- Gromia sphaerica, amöbenartiger Einzeller aus der Gruppe der Cercozoa, mit 4,7 bis 38 Millimeter Durchmesser.[13]
- Thiomargarita namibiensis, Schwefelbakterium aus der Ordnung Thiotrichales erreicht einen Durchmesser von bis zu 0,75 mm[15]
- Epulopiscium fishelsoni, ein Bakterium aus der Klasse Clostridia mit 200–700 μm Länge
- Achromatium oxaliferum, ein Bakterium aus der Ordnung Thiotrichales mit bis zu 750 µm Länge[16]
- zum Vergleich: Methanospirillum hungatei, mit 100 µm eines der größten Archaeen (oder das größte Archaeon).[17]